# 2013년 런던 영화 비평가 협회상
제34회 런던 영화 비평가 협회상은 2014년 2월 2일에 열린 시상식이다.

## 수상 및 후보

### 작품상
- 노예 12년 - 스티브 맥퀸 수상
- 가장 따뜻한 색, 블루 - 압델라티프 케시시
- 블루 재스민 - 우디 앨런
- 프란시스 하 - 노아 바움백
- 그래비티 - 알폰소 쿠아론
- 더 그레이트 뷰티 - 파올로 소렌티노
- 허 - 스파이크 존즈
- 인사이드 르윈 - 조엘 코엔 외 1명
- 네브래스카 - 알렉산더 페인
- 더 울프 오브 월 스트리트 - 마틴 스코세이지

### 외국어영화상
- 가장 따뜻한 색, 블루 - 압델라티프 케시시 수상
- 시저는 죽어야 한다 - 파올로 타비아니 외 1명
- 글로리아 - 세바스티안 렐리오
- 더 그레이트 뷰티 - 파올로 소렌티노
- 어 하이재킹 - 토비아스 린드홈

### 다큐멘터리 작품상
- 액트 오브 킬링 - 조슈아 오펜하이머 수상
- 드럼의 마왕 진저 베이커 - 제이 벌거
- 리바이어던(영어판) - 베레나 파라벨 외 1명
- 우리가 들려줄 이야기 - 사라 폴리
- 위 스틸 시크릿: 더 스토리 오브 위키리크스 - 알렉스 기브니

### 감독상
- 그래비티 - 알폰소 쿠아론 수상
- 캡틴 필립스 - 폴 그린그래스
- 노예 12년 - 스티브 맥퀸
- 더 그레이트 뷰티 - 파올로 소렌티노
- 더 울프 오브 월 스트리트 - 마틴 스코세이지

### 작가상
- 인사이드 르윈 - 조엘 코엔 외 1명 수상
- 허 - 스파이크 존즈
- 필로메나 - 스티브 쿠건 외 1명
- 노예 12년 - 존 리들리
- 더 울프 오브 월 스트리트 - 테렌스 윈터

### 여우주연상
- 블루 재스민 - 케이트 블란쳇 수상
- 그래비티 - 산드라 블록
- 필로메나 - 주디 덴치
- 가장 따뜻한 색, 블루 - 아델 에그자르코풀로스
- 프란시스 하 - 그레타 거윅

### 남우주연상
- 노예 12년 - 치웨텔 에지오포 수상
- 네브래스카 - 브루스 던
- 더 울프 오브 월 스트리트 - 레오나르도 디카프리오
- 쇼를 사랑한 남자 - 마이클 더글라스
- 캡틴 필립스 - 톰 행크스

### 여우조연상
- 노예 12년 - 루피타 뇽 수상
- 만델라: 자유를 향한 머나먼 여정 - 나오미 해리스
- 블루 재스민 - 샐리 호킨스
- 아메리칸 허슬 - 제니퍼 로렌스
- 준 스큅 - 네브래스카

### 남우조연상
- 캡틴 필립스 - 바크하드 압디 수상
- 노예 12년 - 마이클 패스벤더
- 이너프 세드 - 제임스 갠돌피니
- 세이빙 미스터 뱅크 - 톰 행크스
- 달라스 바이어스 클럽 - 자레드 레토

### 영국작품상
- 이기적인 거인 - 클라이오 바나드 수상
- 어 필드 잉글랜드 - 벤 웨틀리
- 필스 - 존 S. 베어드
- 필로메나 - 스티븐 프리어스
- 러시 : 더 라이벌 - 론 하워드

### 영국여우주연상
- 필로메나 - 주디 덴치 수상
- 어바웃 타임 - 린제이 던칸
- 만델라: 자유를 향한 머나먼 여정 - 나오미 해리스
- 블루 재스민 - 샐리 호킨스
- 세이빙 미스터 뱅크 - 엠마 톰슨

### 영국남우주연상
- 필스 - 제임스 맥어보이 수상
- 아메리칸 허슬 - 크리스찬 베일
- 앨런 파트리지: 알파 파파 - 스티브 쿠건
- 노예 12년 - 치웨텔 에지오포
- 카운슬러 - 마이클 패스벤더

### 영국필름메이커상
- 필스 - 존 S. 베어드 수상
- 셸 - 스콧 그레이엄
- 파파도포울로스 & 쏜즈 - 마르쿠스 마코우
- 브로큰 - 루퍼스 노리스
- 포 도즈 인 페릴 - 폴 라이트

### 영국아역상
- 이기적인 거인 - 코너 채프먼 수상
- 비잔티움 - 시얼샤 로넌
- 브로큰 - 엘로이스 로렌스
- 포 도즈 인 페릴 - 조지 맥케이
- 선샤인 온 레이스
- 이기적인 거인 - 숀 토마스

### 기술공헌상
- 그래비티 - 팀 웨버 수상
- 아메리칸 허슬 - 주디 벡커
- 쇼를 사랑한 남자 - 하워드 커밍스
- 필스 - 마크 엑커슬리
- 프란시스 하 - 샘 레비
- 헝거게임: 캣칭 파이어 - 트리쉬 섬머빌
- 인사이드 르윈 - T-본 버넷
- 스토커 - 커트 스완슨 외 1명
- 노예 12년 - 숀 밥빗
- Upstream Colour - Johnny Marshall

### 딜리스 파웰상
- 게리 올드만 수상